# Докшиці

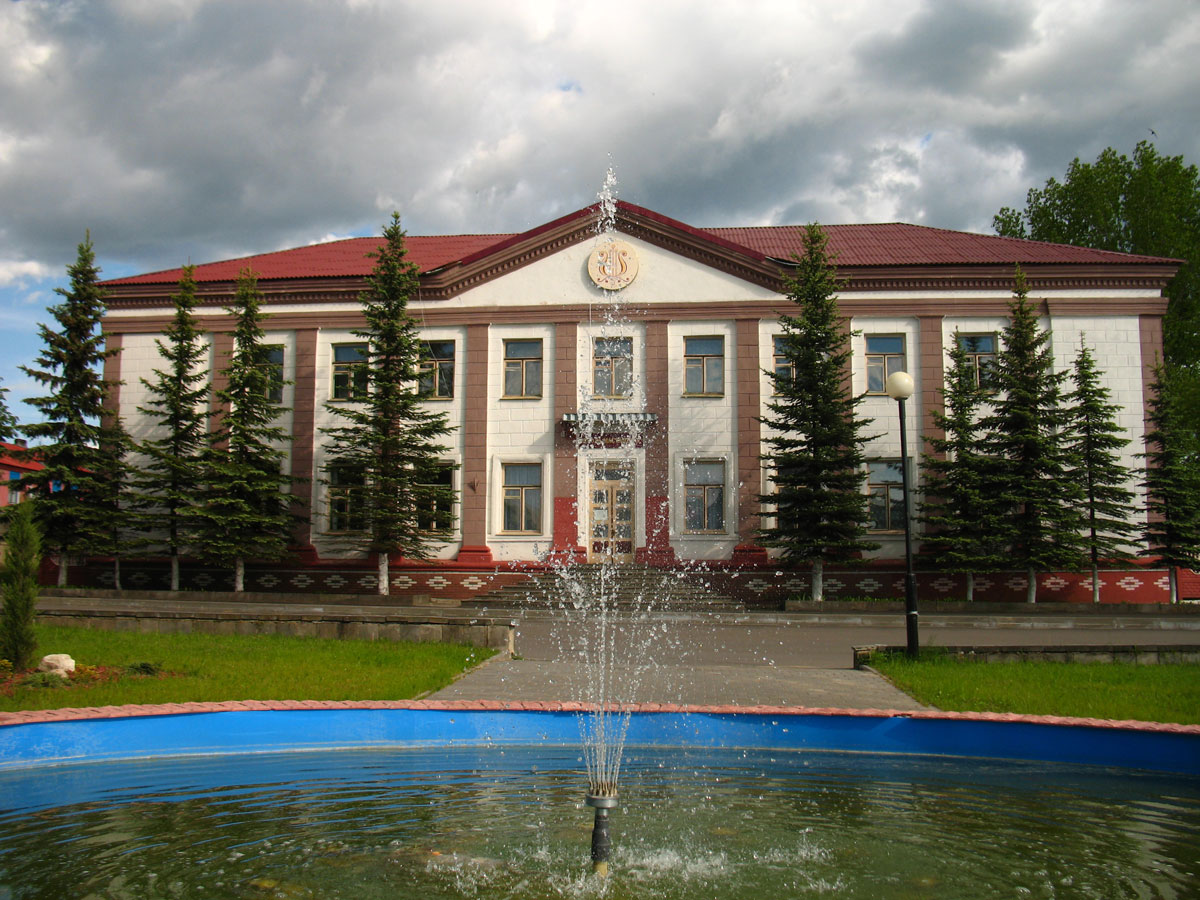
Докшицька художня школа

До́кшиці (біл. Докшыцы) — місто в Вітебській області Білорусі. Адміністративний центр Докшицького району. Населення міста становить 6,9 тис. осіб (2006).

## Люди
В місті народився Плещинський Іларіон Миколайович — український радянський графік.
| Білорусь | Це незавершена стаття з географії Білорусі. Ви можете допомогти проєкту, виправивши або дописавши її. |